# Смолино (станция)
Смо́лино — узловая железнодорожная станция Челябинского региона Южно-Уральской железной дороги. Расположена в одноимённом посёлке у юго-западной окраины г. Челябинска.

## История
Открыта в 1892 году как разъезд Самаро-Златоустовской железной дороги
В начале 1930-х годов станция была временно закрыта.
Электрифицирована в 1945 году в составе участка Златоуст — Челябинск.
По состоянию на сентябрь 2024 года через станцию ежедневно проходят 5-6 пар пригородных электропоездов златоустовского и 1 пара электропоездов троицкого направлений. Ускоренные поезда златоустовского направления и поезда дальнего следования на станции не останавливаются.